# 포천 방어벙커
포천 방어벙커(抱川 防禦벙커 영어: Pocheon Defence Bunker)은 대한민국 경기도 포천시 신북면에 있는 한국 전쟁에서 사용된 벙커이다. 2013년 12월 20일 대한민국의 국가등록문화재 제578호로 지정되었다.
포천 방어벙커는 원형철근을 약 20cm 내외 간격으로 배치하여 약 90cm 두께의 철근콘크리트 벽체를 형성하였고, 총구의 크기 및 모양은 수평으로 긴형과 정방형 등 다양하며 총구의 형상은 바깥쪽에 비하여 안쪽이 크고 넓다. 남북 간의 대립과 갈등이 첨예화되던 1948년경 남북 대치국면에서 발생할 수 있는 만일의 사태에 대비하여 남측에서 구축한 시설물로 6·25 전쟁 당시 교전 흔적이 남아 있는 등 역사적 가치가 높다.

## 현지 안내문
포천지역은 운춘근 중령이 지휘하는 제9연대가 말아 사직리(일동면)에서 추동리(창수면)간의 26km에 달하는 지역을 방어하였다. 본래 이 지역은 김화-운천-포천을 거쳐 의정부에 이르는 43번 국도를 중앙에 놓고 동축의 광주산맥과 서축의 천보산맥이 종으로 뻗어 장방구형을 이룬 지대로 정상적으로는 2개 사단이 방어하는 구간이다. 9연대는 3,400여 명의 병력을 보유하였는데 북한군의 제109전차연대와 협공으로 취공한 3사단과 전투를 벌였다. 당시 9연대 중 1개 대대만 38선 부근 경계명령을 수행하고 있었으며 2개 대대는 지금의 의정부 금오동(경기도 북부청사)에서 전술훈련 중에 있었다. 9연대 1대대는 43번 도로와 38선이 접하는 양문리 일대와 만세교리 부근에만 2개 중대를 대기시켜 놓았고 접경지역의 대부분은 무방비 상태였다. 더욱이 남과 북을 잇는 일동면 기산리 부근(화천에서 일동-화현-내촌으로 이어지는 47번 국도변)은 1개 분대가 지키고 있었다. 당시 윤춘근 연대장은 사단의 지시로 재량에 따라 주말 외출 및 외박을 허용하라.'는 명령을 받았으나 천원에 북한군의 기갑부대가 들어왔다는 첩보를 입수하고 모든 대대원을 부대 내에 대기하도록 한 것이 그나마 다행이었다. 그리고 6, 25일 일요일 새벽 6.25 전쟁이 발발했다. 연대장은 전방에 있던 1개 대대(제2대대)에게 후방의 전열을 갖춘 시간이 필요해 최대한 남침을 지연시키도록 지시했다. 남하하는 북한군을 지연시킬 수 있는 최적지는 만세교 (현 포천 방어벙커 포천시 신북면 만세교리, 기지리) 부근이었다. 제2대대는 만세교 부근에서 약 4시간 동안 적의 남하를 지연시켰다. 그러나 8:00경 다시 북한군의 포격이 시작되었고 전차들이 전속으로 밀고 내려와 포천 방어벙커 일대가 점령 되었다. 포천 방어벙커를 중심으로 구축한 만세교리 전선의 지연전을 통해 북한군의 남침을 일시 지연시킬 수 있어 피난 시간을 별 수 있었다.

## 참고 문헌
- 조태환; 김태영 (2017). “문화재 지정 근대 군사유적의 유형별 특징에 관한 연구”. 《한국농촌건축학회지 논문집》 (한국농촌건축학회) 19 (4): 25-32. doi:10.14577/kirua.2017.19.4.25.

## 참고 자료
- 포천 방어벙커 - 국가유산청 국가유산포털